# Ludvig Zinck (komponist)
 Der er flere personer med dette navn, se Ludvig Zinck.
Johan Wilhelm Ludvig Zinck (21. november 1776 i Hamborg – 11. maj 1851 i København) var en tyskfødt musiker og komponist, der virkede i Danmark. Han var far til skuespilleren Otto Zinck og arkæologen Ludvig Zinck.
Ludvig Zinck var elev af sin fader H.O.C. Zinck og dennes medhjælper ved Det Kongelige Teaters syngeskole. I 1802 blev han syngesufflør og hoforganist, og i tiden 1819-42 var han første syngemester ved teatret; desuden deltog han meget i hovedstadens musikliv, optrådte som pianist og komponist (deriblandt tonemaleriet Dagen), var koncertmester i Det harmoniske Selskab, og dirigerede i en årrække kongens regimentsmusiks harmonikoncerter på Gjethuset (gæthuset, støberihuset). 1838 blev han titulær professor.
Som teaterkomponist gjorde han sig gentagende bemærket, således med syngestykket Soliman den anden (1812) og musik til Knud Lyne Rahbeks Tordenskiold i Marstrand, Heibergs Prinsesse Isabella, Alferne, Fata Morgane med flere.